# Villeneuve-les-Sablons
Villeneuve-les-Sablons är en kommun i departementet Oise i regionen Hauts-de-France i norra Frankrike. Kommunen ligger i kantonen Méru som tillhör arrondissementet Beauvais. År 2022 hade Villeneuve-les-Sablons 1 188 invånare.

## Befolkningsutveckling
Antalet invånare i kommunen Villeneuve-les-Sablons
| Referens: INSEE |